# Semiothisa ammodes
Semiothisa ammodes là một loài bướm đêm trong họ Geometridae.